# Oxyaenidae
De Oxyaenidae zijn een familie van uitgestorven roofzoogdieren. De soorten uit deze familie waren overwegend katachtige dieren. Voorheen werd de familie gerekend tot de Creodonta, maar inmiddels wordt het ingedeeld in een eigen orde, Oxyaenodonta.

## Beschrijving
De oxyaeniden hadden een langgerekt, krachtig gebouwd lichaam met een ronde kop, sterke kaken en lange hoektanden, en korte, robuuste poten met grote, brede voeten met vijf tenen. Afgaand op de lichaamsvouw waren het goede klimmers. Tijdens het lopen in de bomen zorgde de lange staart voor evenwicht en de brede voeten gaven extra grip. De oxyaeniden joegen vanuit een hinderlaag, aangezien uit de bouw van de voeten blijkt dat deze dieren geen snelle lopers waren. De soorten uit de Palaeonictinae hadden krachtigere kaken met robuuste tanden, die geschikter waren voor het kraken van botten dan voor het scheuren van vlees. Een vergelijkbare aanpassing wordt bij hedendaagse aaseters gezien.

## Ontwikkeling

### Paleoceen
De oxyaeniden ontwikkelden zich aanvankelijk in Noord-Amerika. Tytthaena was in het Tiffanian de eerste vertegenwoordiger. Deze creodont heeft verschillende morfologische overeenkomsten met de palaeoryctiden, de mogelijke voorouders van de creodonten. In het Clarkforkian ontwikkelden zich de eerste grote oxyaeniden. Dipsalidictis was een generaliseerde carnivoor. Gezien de mobiele enkelgewrichten en de structuur van de voeten was het vermoedelijk een goede klimmer. Palaeonictis en de nauw verwante Dipsalodon hadden het formaat van een poema en waren de grootste roofdieren van Noord-Amerika.

### Vroeg-Eoceen
De oxyaeniden werden groter en er waren twee onderfamilies aanwezig in Noord-Amerika tijdens het Wasatchian: de Oxyaeninae met Dipsalidictis, Oxyaena en Protopsalis, en de Palaeonictinae met Palaeonictis en Ambloctonus. Tijdens het PETM verspreidde Palaeonictis zich naar West-Europa. In Europa stierven in tegenstelling tot in Noord-Amerika in de loop van het Vroeg-Eoceen de oxyaeniden volledig uit.
In het Bridgerian werd Oxyaena als groot katachtig roofdier vervangen door Patriofelis en Malfelis. Patriofelis had met een lichaamslengte van 1.2 tot 1.8 meter en een gewicht van 40 tot 90 kg het formaat van een hedendaagse panter. Malfelis was nog iets groter en zelfs het grootste dier dat bekend is uit de typelocatie, de Wind River-formatie in Wyoming uit het Vroeg-Bridgerian. Dit dier onderscheidde zich van Patriofelis door een langere snuit. Beide oxyaeniden waren de toppredatoren van de Noord-Amerika en bejaagden onevenhoevigen, uintatheriën en andere middelgrote tot grote zoogdieren. Na het Vroeg-Bridgerian was Patriofelis de enige bekende nog overlevende oxyaenide in Noord-Amerika.

### Midden-Eoceen
Nadat de oxyaeniden ook in Noord-Amerika waren uitgestorven, overleefden ze in Azië tot in het Midden-Eoceen. Sarkastodon, een van de grootst bekende roofzoogdieren, was een vermoedelijke afstammeling van een Aziatische Oxyaena-soort.

## Taxonomie
- Orde Oxyaenodonta
  - Familie Oxyaenidae
    - Onderfamilie Palaeonictinae
      - Geslacht Ambloctonus
      - Geslacht Dipsalodon
      - Geslacht Dormaalodon
      - Geslacht Palaeonictis

    - Onderfamilie Oxyaeninae
      - Geslacht Dipsalidictis
      - Geslacht Malfelis
      - Geslacht Oxyaena
      - Geslacht Patriofelis
      - Geslacht Protopsalis
      - Geslacht Sarkastodon

    - Onderfamilie Tytthaeninae
      - Geslacht Tytthaena

    - Onderfamilie Machaeroidinae
      - Geslacht Apataelurus
      - Geslacht Diegoaelurus
      - Geslacht Machaeroides